# Dalbergia eremicola
Espèce
Statut de conservation UICN

 NT  : Quasi menacé
Dalbergia eremicola est une espèce de plantes à fleurs de la famille des Fabaceae.

## Publication originale
- Kew Bulletin 23(3): 483–485, f. 1. 1969.